# SYPRO Orange

Struktur von SYPRO Orange. Laut Patent ist m = 2 – 10, n = 3 – 4, laut Kroeger et al. ist m = 6 und n = 3.

SYPRO Orange ist ein Fluoreszenzfarbstoff vom Merocyanin-Typ, der im Zuge einer Proteincharakterisierung zur Proteinfärbung verwendet wird, meistens in einer SDS-PAGE.

## Eigenschaften
SYPRO Orange bindet wie auch sein Analogon SYPRO Red selektiv an Proteine über 6,5 Kilodalton (auch Glykoproteine) in SDS-Micellen, nicht jedoch an DNA oder Lipopolysaccharide. SYPRO Orange ist gemäß Verordnung (EG) Nr. 1272/2008 (CLP) nicht als gefährlich eingestuft, da seine Toxizität und Mutagenität aufgrund der geringen Produktionsmenge unbekannt ist. Das Absorptionsmaximum liegt bei λ = 470 nm, die Emission ist bei λ = 569 nm maximal. Die Sensitivität bei SDS-PA-Gelen liegt mit SYPRO Orange bei etwa 4–8 ng Protein, also etwas schlechter als bei der Silberfärbung. Aufgrund der Fluoreszenz besitzt die SYPRO Orange-Färbung bei einer Mengenabschätzung im Vergleich zur Silberfärbung oder Coomassie einen größeren linearen dynamischen Bereich, d. h. eine bessere Korrelation zwischen der Proteinmenge und der Signalintensität. SYPRO Orange eignet sich nicht zur Färbung von Proteinen auf Western Blots, 2D-Gelen oder IEF-Gelen. Im Gegensatz zur Silber- und Coomassie-Färbung werden zur Fixierung vor einer Färbung zwar auch Essigsäure, aber keine Alkohole wie Methanol oder Ethanol verwendet, da SYPRO Orange zur Färbung auf die Anwesenheit von SDS angewiesen ist. SYPRO Orange wird als 10 mM Lösung in Dimethylsulfoxid geliefert.